# Eduardo Souto de Moura
Eduardo Elísio Machado Souto de Moura (Porto, 25 luglio 1952) è un architetto portoghese.

## Biografia
Figlio del medico José Alberto Souto de Moura e Maria Teresa Ramos Machado, suo fratello José Souto de Moura è stato Procuratore Generale della Repubblica del Portogallo.
Moura vive e lavora nella sua città natale, dove ha progettato diverse opere di rinomanza internazionale. Ha studiato alla Scuola di Belle Arti dell'Università di Porto, laureandosi nel 1980. Dal 1974 al 1979 ha lavorato con Álvaro Siza.
Dal 1981 al 1990, Souto de Moura è stato assistente alla sua università, per poi diventare professore alla Facoltà di Architettura dello stesso Ateneo. Ha inoltre insegnato architettura a Ginevra, Parigi-Belleville, alla Harvard University, Dublino, ETH Zurich, Losanna, all'Accademia di Architettura di Mendrisio e dal 2014 al Politecnico di Milano.
Tra i vari riconoscimenti internazionali, ha ricevuto nel 2001 la Medaglia d'Oro Heinrich Tessenow, nel 2011 il prestigioso Premio Pritzker e nel 2017 il Premio Piranesi - Prix de Rome alla Carriera.